# Кубок короля Олександра
Ку́бок короля́ Олекса́ндра (сербохорв. Kup kralja Aleksandra) — національний кубковий турнір, що з 1924 по 1927 роки проводився у Королівстві Югославія. Також називався Кубок Югославської федерації. 

## Історія
У 1923 році в країні було проведено перше кубкове змагання, участь у якому брали провідні клуби Загреба. На наступний рік формат турніру було змінено. До участі допускались збірні міст, що розігрували трофей за кубковою системою. Щоб викликати більший інтерес до змагань, тодішній король Югославії Олександр I пожертвував коштовний золотий кубок. За регламентом навічно трофей могла виграти команда, що здобула б його п'ять разів або ж тричі поспіль. Збірна Загребу виграла перших три турніри й отримала кубок у свою власність. Після цього назву змагань було змінена на Кубок Югославської федерації футболу (сербохорв. Kup Jugoslavenskog nogometnog saveza), а переможцем вперше стала збірна Белграду. 
Участь у Кубку короля Олександра взяло 7 міст: Загреб, Белград, Спліт, Суботиця, Любляна, Осієк і Сараєво. Збірна міста Спліт, що двічі доходила до фіналу змагань, була представлена футболістами лише одного клубу — «Хайдука». 

## Фінали
| Рік  | Місце проведення | Переможець      | Фіналіст        | Рахунок |
| ---- | ---------------- | --------------- | --------------- | ------- |
| 1924 | Белград          | Збірна Загреба  | Збірна Спліта   | 3:2     |
| 1925 | Загреб           | Збірна Загреба  | Збірна Спліта   | 3:1     |
| 1926 | Любляна          | Збірна Загреба  | Збірна Белграда | 3:1     |
| 1927 | Белград          | Збірна Белграда | Збірна Суботиці | 3:0     |

## Загальна статистика учасників
| місце | Команда  | І  | В  | Н | П | ГЗ | ГП | О  |
| ----- | -------- | -- | -- | - | - | -- | -- | -- |
| 1.    | Загреб   | 11 | 10 | 0 | 1 | 39 | 20 | 20 |
| 2.    | Белград  | 9  | 6  | 0 | 3 | 34 | 13 | 12 |
| 3.    | Спліт    | 8  | 4  | 0 | 4 | 17 | 16 | 8  |
| 4.    | Суботиця | 7  | 3  | 0 | 4 | 15 | 20 | 6  |
| 5.    | Любляна  | 5  | 1  | 0 | 4 | 9  | 19 | 2  |
| 6.    | Осієк    | 4  | 0  | 0 | 4 | 6  | 15 | 0  |
| 7.    | Сараєво  | 4  | 0  | 0 | 4 | 4  | 21 | 0  |